# Parafia Wniebowstąpienia Pańskiego w Górzance
Parafia Wniebowstąpienia Pańskiego w Górzance − parafia rzymskokatolicka znajdująca się w archidiecezji przemyskiej, w dekanacie Solina.

## Historia
Górzanka istniała już w 1480 roku i zamieszkiwała ją ludność prawosławna posiadająca własną cerkiew. Prawdopodobnie ok. 1718 roku została zbudowana kaplica dworska, którą Austriacy w 1835 roku przekształcili na cerkiew greckokatolicką. W 1811 roku w Górzance urodził się ks. Adam Bielecki. 
W 1948 roku dawną cerkiew zaadaptowano na kościół filialny. W 1969 roku dekretem bpa Ignacego Tokarczuka została erygowana parafia, z wydzielonego terytorium parafii Wołkowyja. 
.
Na terenie parafii jest 260 wiernych (w tym: Górzanka – 230, Wola Górzańska – 38).
Proboszczowie parafii:
1969–1973. ks. Józef Kalandyk MS (administrator).
1973–1978. ks. Jan Karaś.
1978–1982. ks. Julian Bieleń.
1982–1989. ks. Stanisław Janiec.
2000– nadal ks. Piotr Bartnik.
W nieistniejącej wsi Łopienka znajduje się odbudowana cerkiew św. Męczennicy Paraskewii, w której od 2000 roku sezonowo są odprawiane msze święte dla turystów.

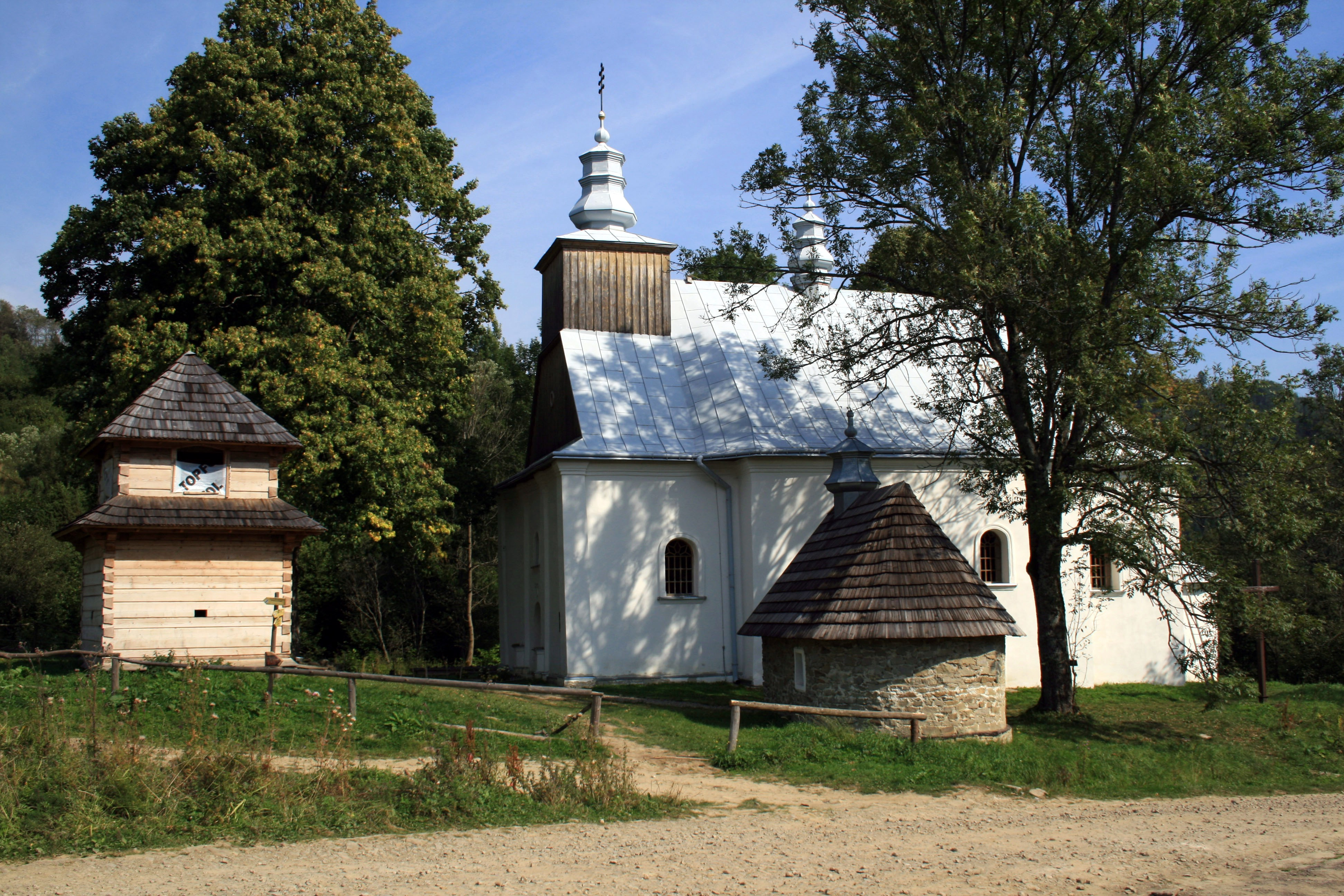
Cerkiew w Łopience